# Friedrich Wilhelm von Dossow

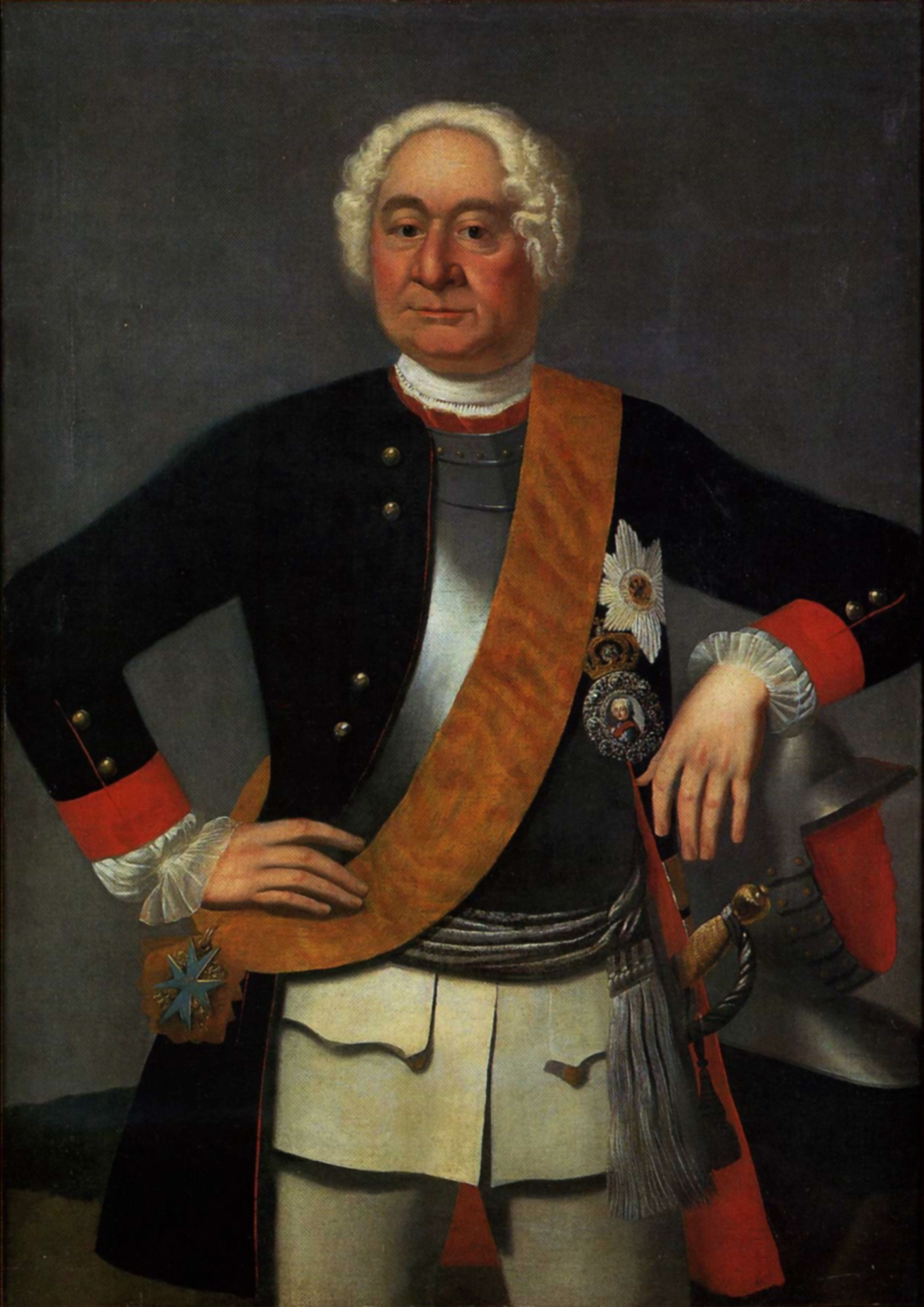
Friedrich Wilhelm von Dossow

Friedrich Wilhelm von Dossow (auch Doßow; * 17. Dezember 1669 in Soldin; † 28. März 1758 auf Gut Busekow) war ein preußischer Generalfeldmarschall.

## Leben

### Herkunft
Friedrich Wilhelm stammte aus dem alten pommerschen Adelsgeschlecht von Dossow, dass bei Stettin begütert war und schon 1330 urkundlich vorkam. Im 15. Jahrhundert waren zwei Dossow (auch Dossau und Dossen genannt) Bürgermeister von Stettin. Zu den Hauptbesitzungen der Familie gehörte Cunow bei Greifenhagen unweit von Stettin (heute Kunowo, Powiat Gryfiński). Er war der Sohn des Landrats Richard Thomas von Dossow und dessen Ehefrau, einer geborenen von Horker (auch von Horcker).

### Militärkarriere
Seine Schulbildung erhielt Dossow auf dem Joachimsthalschen Gymnasium in Berlin und ab 1680 auf der Ritterakademie in Kolberg. Er trat dann 1683 in Ostpreußen in das Regiment des Prinzen Alexander von Kurland ein, das – mit anderen brandenburgischen Hilfstruppen zum Regiment Kurland verstärkt – im Spanischen Erbfolgekrieg von König Friedrich I. dem Kaiser zur Verfügung gestellt wurde.
Dossow nahm an den Kämpfen gegen die Türken in Ungarn und gegen die Franzosen am Rhein teil. Zu Beginn des Feldzugs, den Friedrich Wilhelm I. 1715 gegen Schweden unternahm, um Pommern zu erobern, war er Major. Als Generaladjutant des Fürsten Leopold von Anhalt-Dessau nahm er im selben Jahr an der Eroberung der Insel Rügen und der Belagerung von Stralsund teil.
Der alte Dessauer schätzte an Dossow besonders die Fähigkeit, neue Regimenter einzurichten und auszubilden, denen er die strenge Dressur beibrachte, die seit Friedrich Wilhelm I. kennzeichnend für die Preußische Armee wurde. Dossow erfüllte diese Aufgabe so gut, dass der König ihn wiederholt mit der Aufstellung neuer Regimenter in verschiedenen Provinzen beauftragte und ihn zügig in die höheren Offiziersränge beförderte. 1728 wurde Dossow Oberst, 1733 Generalmajor und zunächst Kommandant, 1736 dann stellvertretender Gouverneur von Wesel. Friedrich der Große, der unmittelbar nach seinem Regierungsantritt das Herzogtum Kleve besuchte, ernannte ihn zum Generalleutnant und verlieh ihm den Orden Pour le Mérite.
An den beiden Schlesischen Kriegen nahm Dossow nicht teil, da Friedrich auf seine Dienste in Wesel nicht verzichten wollte. Dossow hatte dort unter anderem die Aufgabe, das Land gegen feindliche Angriffe zu schützen. 1742 wurde er zum wirklichen Gouverneur ernannt und erhielt den Schwarzen Adlerorden, den höchsten Orden Preußens. Nach der Schlacht bei Hohenfriedeberg ernannte Friedrich den General der Infanterie Dossow am 20. Juli 1745 zum Generalfeldmarschall und verlieh ihm nach 1751 als besondere Anerkennung seiner Verdienste ein brillantengefaßtes Porträt-Medaillon des Königs am blauen Band, eine Auszeichnung, die im Knopfloch auf der linken Brustseite getragen wurde und die außer Dossow nur noch Wilhelm Dietrich von Buddenbrock und Johann von Lehwaldt erhielten.
Zu Beginn des dritten Schlesischen oder Siebenjährigen Krieges bat Dossow wegen seines fortgeschrittenen Alters – er war 87 Jahre alt – um seinen Abschied, den er im Januar 1757 auch erhielt. Er zog sich auf sein Gut Busekow zurück, wo er am 28. März 1758 starb.

## Familie
Dossow war viermal verheiratet, hinterließ aber keine Kinder. Seine erste Frau war Anna von Wedel, seine zweite Frau Dorothea Auguste von der Goltz (* 19. September 1668; † um 1724). Am 22. Februar 1724 heiratete er in Spandau Eva Christina Gans Edle von Putlitz (* 11. November 1707). Seine letzte Frau wurde am 13. September 1745 Christiane Dorothea von Hagen.
Er galt als ehrenwert und menschenfreundlich. Seine besondere Fürsorge galt den Soldatenkindern, für die er aus eigenen Mitteln Freischulen errichtete. Andere Linien der Familie Dossow blühten aber weiter: ein Oberst von Dossow († 1828) war Kommandeur des 3. Dragonerregiments und hinterließ einige Söhne, die preußische Offiziere waren.